# Tim Lambesis
Tim Lambesis, właśc. Timothy Peter Lambesis (ur. 21 listopada 1980 w Scottsdale) – amerykański muzyk. Wokalista, gitarzysta rytmiczny, perkusista, basista, producent muzyczny, inżynier dźwięku. Założyciel i lider grupy As I Lay Dying.

## Życie osobiste
Urodził się 21 listopada 1980 w rodzinie o greckich korzeniach. Ma trzech przyrodnich braci. W wieku 7 lat przeniósł się do aglomeracji miasta San Diego, w którym pozostał na stałe. Dorastał w miejskim rejonie North County i chodził do szkoły chrześcijańskiej w Solana Beach. Studiował filozofię. W 2005 ożenił się z Meggan, z zawodu nauczycielką. Oboje doczekali się jednego dziecko z małżeństwa, a ponadto Lambesis adoptował troje dzieci z Etiopii (rocznego chłopca w 2009 i dwie dziewczynki w wieku 6 i 8 lat w 2011). Zamieszkał w Del Mar w pobliżu San Diego. Zadeklarował się jako chrześcijanin. Jego liryki utworów muzycznych dotyczą przede wszystkim spraw wiary i relacji wobec Boga. Mimo tego, jak stwierdził, jego intencją w ramach działalności muzycznej nie jest występowanie otwarcie z kwestiami religijnymi i zajmowanie stanowiska kaznodziei wobec słuchaczy. W 2010 wprowadził na rynek własną linię odzieżową pod nazwą Modern Rebellion. Dochody z niej mają być przekazywane fundacji Trees Of Glory, organizacji non-profit działającej na rzecz czystej wody dla dzieci w miejscowości Duber w Etiopii. 
20 września 2012 jego żona złożyła pozew o rozwód. 7 maja 2013 Lambesis został aresztowany w Oceanside w związku z próbą najęcia innej osoby celem zamordowania swojej żony (zamieszkującej nieopodal Encinitas), z którą wówczas był w separacji. 10 maja 2013 Lambesis nie przyznał się do winy, a sąd w Vista pierwotnie wyznaczył kaucję umożliwiającą zwolnienie go z aresztu w wysokości 3 mln dolarów, a następnie obniżył ją do 2 mln. W tym czasie adwokat Lambesisa przyjął linię obrony wskazującą na oddziaływanie przyjmowanych steroidów jako przyczynę zachowania Lambesisa (od pewnego czasu muzyk kształtował sylwetkę swojego ciała i m.in. znacznie przybrał na wadze, zaś w 2013 za pośrednictwem kanału internetowego w serwisie YouTube rozpoczął publikowanie przebiegu swoich treningów na siłowni). 30 maja 2013, po wpłaceniu kaucji, Tim Lambesis został zwolniony z aresztu (faktycznie dokonał wpłaty 160 tys. dolarów na rzecz poręczającej agencji). Do tego czasu spędził w areszcie 24 dni. Po wyjściu na wolność został zaopatrzony w nadajnik GPS oraz zobowiązany, aby nie zbliżał się do miejsca przebywania swojej żony i dzieci. Posiedzenie sądu odbyło się 26 czerwca 2013. W sierpniu 2013 Lambesis miał uzyskać zezwolenie na opuszczenie aresztu domowego celem podjęcia terapii. Na posiedzeniu sądu 16 września 2013 sędzia potwierdził, iż są podstawy do wszczęcia procesu sądowego, a ponadto śledczy ustalili w domu podejrzanego dużą liczbę fiolek ze sterydami. W lutym 2014 Tim Lambesis przyznał się przed sądem do swojej roli w najęciu osoby mającej pozbawić życia jego żonę (wcześniej zaprzeczał temu); w tym czasie pozostawał na wolności w oczekiwaniu na ogłoszenie wyroku w jego sprawie, planowanego na 2 maja 2014. 16 maja 2014 sąd skazał Tima Lambesisa na karę sześciu lat pozbawienia wolności bez zawieszenia za jego rolę w usiłowaniu zlecenia morderstwa. Został warunkowo zwolniony z więzienia 17 grudnia 2016, po odbyciu mniej niż połowy z zasądzonej 6-letniej kary pozbawienia wolności. W grudniu 2017 wydał oficjalne oświadczenie, w którym przeprosił za swoje zatrważające działania.
W trakcie odsiadywania kary pozbawienia wolności, w maju 2015 ożenił się z Amandą Dubord w zakładzie karnym. W grudniu 2020 przekazał ze szpitala wiadomość, że w wypadku z ogniem doznał poparzeń ciała na powierzchni około 25%. Od końca 2021 pokazywał się publicznie z Dany Ciara, z którą wiosną 2022 zaręczył się, a 4 czerwca 2022 ożenił się podczas ceremonii na plaży.

## Kariera

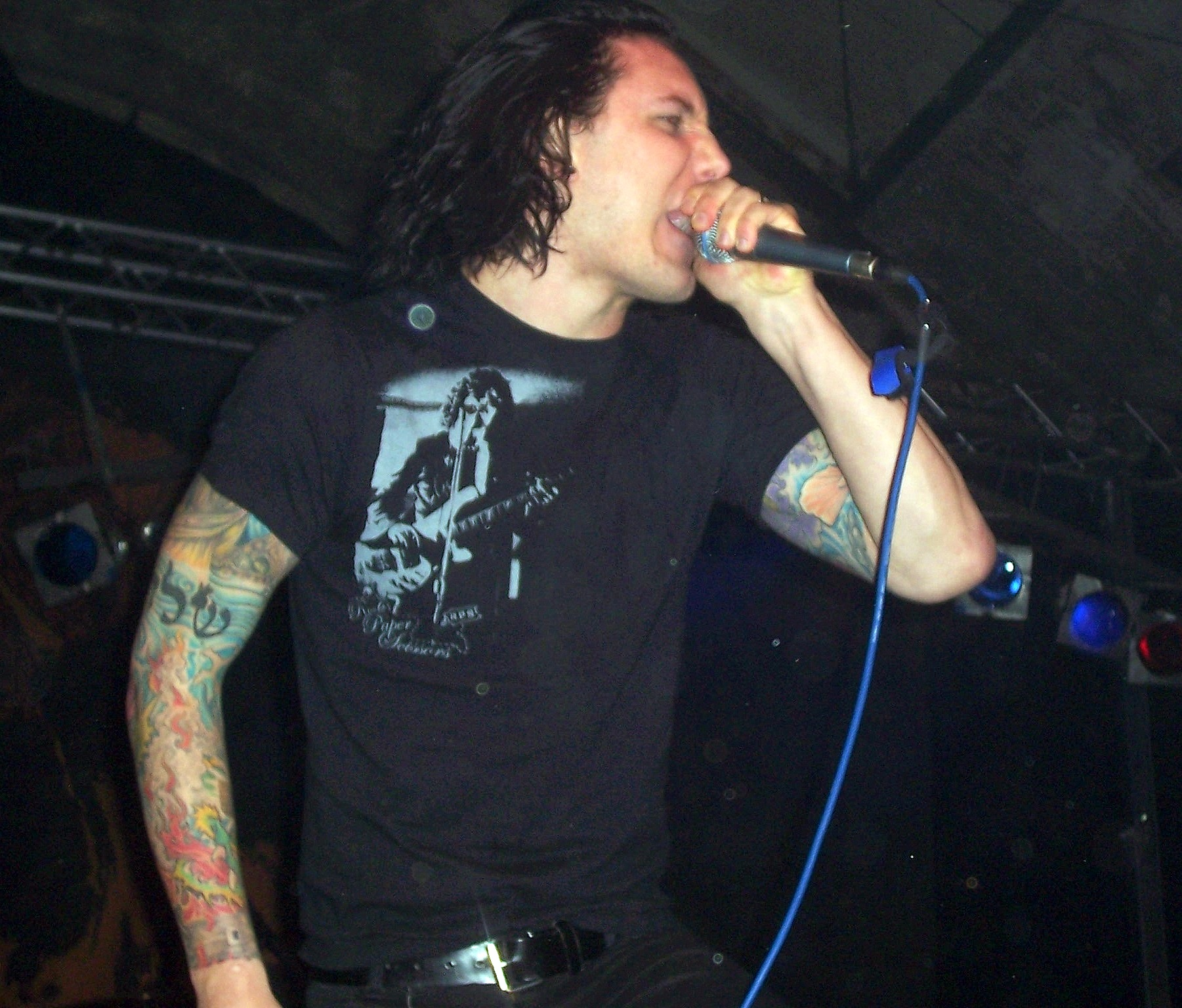
Tim Lambesis podczas koncertu As I Lay Dying w Dreźnie 7 czerwca 2005

Lambesis powszechnie kojarzony jako wokalista i założyciel metalcore'owej grupy As I Lay Dying, z którą, nie licząc rocznego epizodu (2000–2001, kiedy porzucił własną grupę na rzecz gry na gitarze w Society's Finest), nierozerwalnie związany jest od samego początku. Oprócz funkcji wokalisty, wyprodukował również wszystkie albumy w dorobku tego zespołu. Do albumu Frail Words Collapse (2003) tworzył także większość kompozycji zarówno w warstwie muzycznej jak i tekstowej.
Jako producent muzyczny dał się poznać także z trzech albumów Sworn Enemy, a także War of Ages, Impending Doom czy Zao. Jest współwłaścicielem Lambesis Studios.
Po nagraniu przez As I Lay Dying albumu An Ocean Between Us, muzyk postanowił w wolnych chwilach komponować na rzecz swojego całkowicie autorskiego projektu w stylistyce thrash metalowej pod nazwą Austrian Death Machine, który istnieje od 2008. Projekt ten zarówno w wersji muzycznej jak i graficznej, bazuje – podobnie jak muzyka oraz image kalifornijskiej ArnoCorps – na filmach z Arnoldem Schwarzeneggerem i miał być też swego rodzaju "tribute grupą" na cześć aktora. Dla muzyka Schwarzenegger jest synonimem "prawdziwego mężczyzny", "bohatera akcji", "twardego faceta", a jego osiągnięcia można odnieść do świata muzyki metalowej, zaś całość podać z poczuciem humoru. Początkowo projekt Austrian Death Machine był traktowany jako żart artystyczny, co zresztą przyznał sam Lambesis:

Ahhnold jest ucieleśnieniem wszystkiego co brutalne i stereotypowe w metalu, dlatego jest idealnym frontmanem dla każdego z tych utworów, których napisanie zajęło mi mniej niż godzinę.

Mimo to muzyk kontynuował działalność tego pomysłu i nagrywał materiał jego sumptem. Oprócz produkcji, Lembesis wykonał na nich wszystkie partie instrumentów, z wyjątkiem tzw. solówek, które dograli zaproszeni, znajomi muzycy z innych grup, m.in. Adam Dutkiewicz z Killswitch Engage.
Do 2012 wydał siedem albumów studyjnych z grupą. W tym samym czasie powołał death metalowy projekt pod nazwą Pyrithion. Debiutancki minialbum The Burden of Sorrow EP miał premierę w połowie kwietnia 2012. W warstwie tekstowej projekt dotyczy zagadnień filozoficznych oraz kwestii życiowych w ujęciu naturalistycznym, zaś sama nazwa grupy nie ma znaczenia.
21 grudnia 2012 wziął udział w koncercie wspomnieniowo-charytatywnym poświęconym pamięci tragicznie zmarłego wokalisty grupy Suicide Silence, Mitcha Luckera (w jego trakcie wykonał utwór pt. "Wake Up"); zapis koncertu został udostępniony w internecie oraz wydany jako Suicide Silence – Ending Is The Beginning: The Mitch Lucker Memorial Show 18 lutego 2014.
W czasie zwolnienia z aresztu Lambesisa, w czerwcu 2013 grupa Austrian Death Machine poinformowała, że trzeci album pt. Triple Brutal zostanie wydany, jako że materiał został nagrany wiosną 2013 i wymaga miksowania.
Po aresztowaniu Lambesisa, w kwietniu 2014 na oficjalnej stronie As I Lay Dying zostało wydane oficjalne oświadczenie, w którym poinformowano m.in. że zespół nie zakończył działalności, lecz przeszedł w stan uśpienia, jego jedynymi członkami uznano dwóch jedynych założycieli czyli Tima Lambesisa i Jordana Mancino, a ponadto potwierdzono, że w tym czasie tylko jeden członek grupy był chrześcijaninem, zaś w chwili aresztowania w 2013 nie był chrześcijaninem Tim Lambesis, który później przed sądem okazał ateistyczną postawę. W nawiązaniu do tego pozostali członkowie grupy, Jordan Mancino, Phil Sgrosso, Nick Hipa i Josh Gilbert, przekazali, że autorem oświadczenia był Tim Lambesis, zaś 14 kwietnia 2014 ujawnili, że powołali nowy zespół pod nazwą Wovenwar (został do niego zaangażowany wokalista grupy Oh, Sleeper, Shane Blay. Później Tim Lambesis udzielił wywiadu na prawach wyłączności (ukazał się po wydaniu wyroku przez sąd 16 maja 2014), w którym opisał swoją historię. Stwierdził m.in., iż jest ateistą, zaś w czasie działalności w zespole As I Lay Dying utrzymywał wrażenie bycia chrześcijaninem, aby nadal sprzedawać płyty słuchaczom wierzącym, że grupa wydaje twórczość z chrześcijańskim przekazem (jednocześnie powiedział, że również pozostali członkowie AILD przestali być chrześcijanami w czasie działalności formacji).
Po wyjściu Lambesisa na wolność pojawiły się informacje medialne w 2017, mówiące o wznowieniu aktywności muzyka z członkami As I Lay Dying. W dniu 7 czerwca 2018 został przedstawiony oficjalny teledysk do nowego utworu As I Lay Dying, zatytułowany „My Own Grave”, w którym grupa wystąpiła w składzie z momentu przerwania działalności w 2013. Kilka dni później, 16 czerwca 2018 za pośrednictwem kanału zespołu w serwisie You Tube został opublikowany ponad 30-minutowy materiał wideo, opatrzony tytułem Dyskusja, w którym pięciu członków formacji wypowiada się w swojej obecności.

## Zespoły

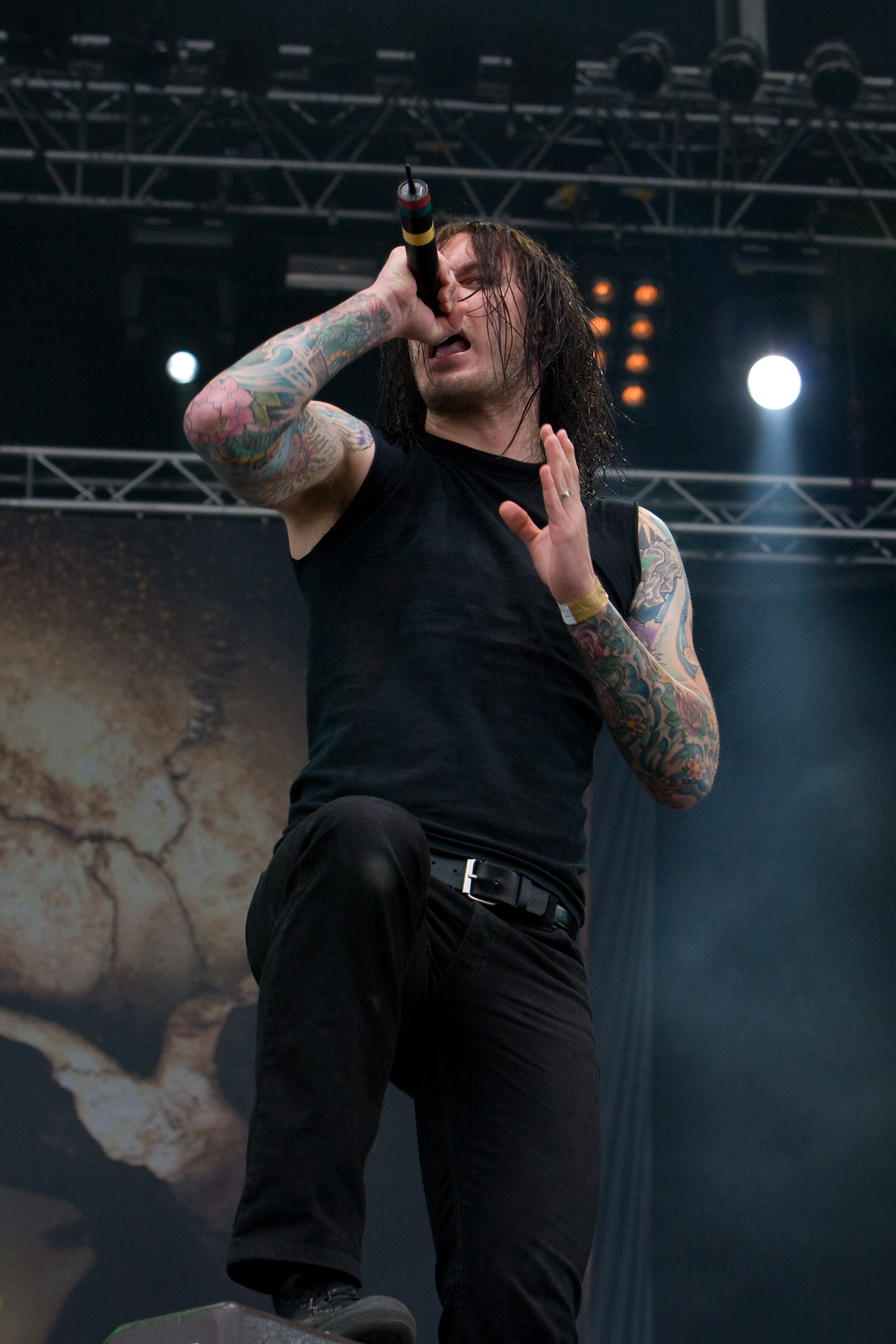
Tim Lambesis podczas koncertu As I Lay Dying na festiwalu With Full Force w 2007.

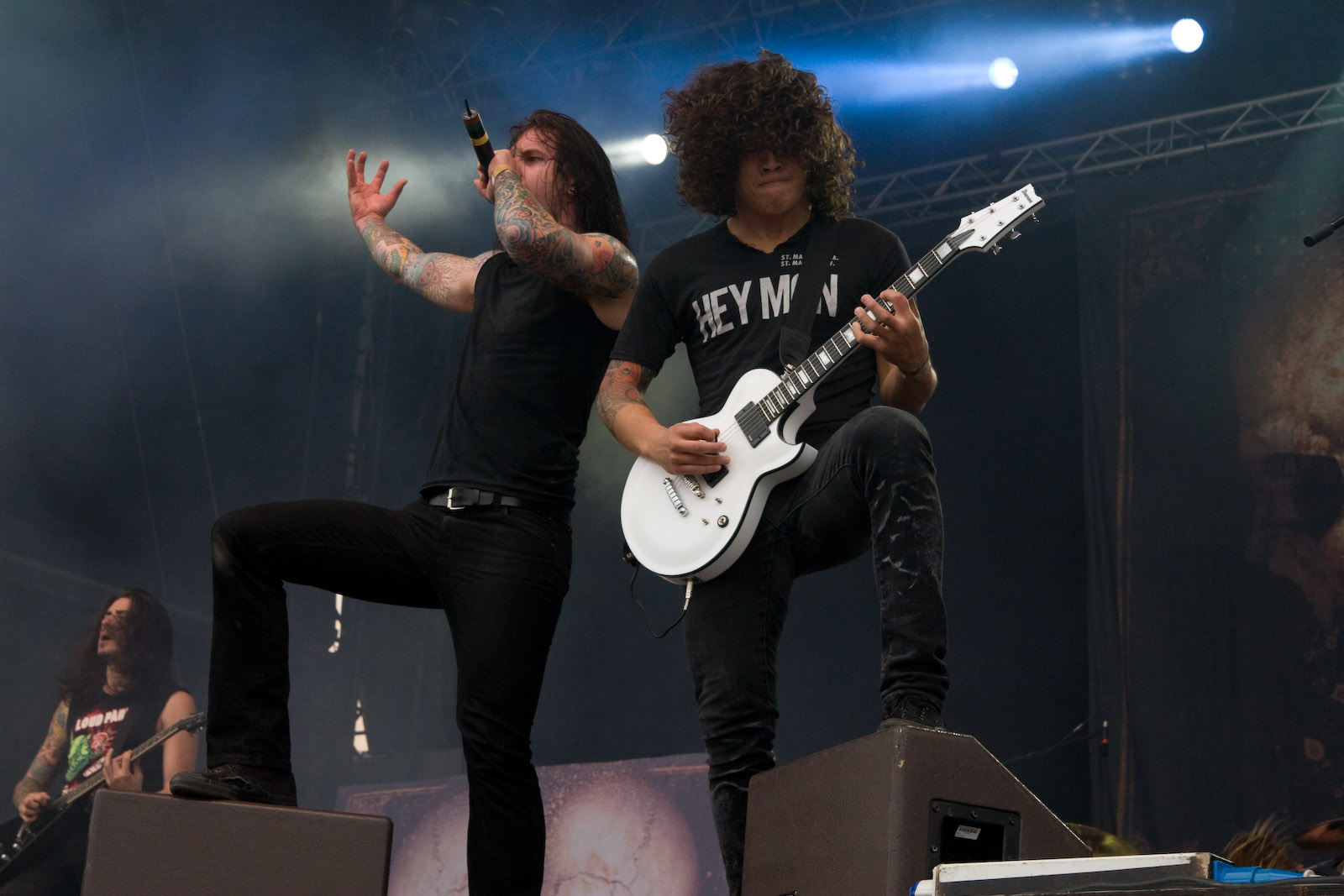
Tim Lambesis podczas koncertu. Po prawej Nick Hipa.

- As I Lay Dying – śpiew / gitara, kompozycje, produkcja muzyczna, inżynier dźwięku (od lutego 2001)
- Society’s Finest – gitara elektryczna (2000–2001)
- Point of Recognition – gitara elektryczna (2001–2002)
- Thieves and Liars (2001–2003)
- Austrian Death Machine – gitara elektryczna, perkusja, śpiew, produkcja muzyczna (od 2007)

## Dyskografia

### Członek grup
As I Lay Dying
- Beneath the Encasing of Ashes (2001)
- Frail Words Collapse (2003)
- Shadows Are Security (2005)
- A Long March: The First Recordings (2006
- An Ocean Between Us (2007)
- The Powerless Rise (2010)
- Decas (2011)
- Awakened (2012)
- Shaped By Fire (2019)
- Through Storms Ahead (2024)

Point of Recognition
- Day of Defeat (2002)

Austrian Death Machine
- Total Brutal (2008)
- A Very Brutal Christmas EP (2008)
- Double Brutal (2009)
- Jingle All The Way EP (2011)
- Triple Brutal (2013)

Pyrithion
- The Burden of Sorrow EP (2013)

### Gościnne występy
- Winter Solstice – w utworze "To the Nines" na płycie The Fall of Rome (2005)
- Sworn Enemy – w utworze "After The Fall" na płycie The Beginning Of The End (2006)
- Bleeding Through – w utworze "Declaration" na płycie Declaration (2008)
- Evergreen Terrace – w utworze "Almost Home" na płycie God Rocky, Is This Your Face? (2009)
- Impending Doom – w utworze "Orphans" na płycie There Will Be Violence (2010)
- The Devil Wears Prada – w utworze "Constance" na płycie Dead Throne (2011)
- Jamey Jasta – w utworze "With a Resounding Voice" na płycie Jasta (2011)

### Producent muzyczny
- As I Lay Dying – Beneath the Encasing of Ashes (2001)
- Destroy The Runner – Saints (2006)
- Sworn Enemy – The Beginning Of The End (2006)
- Sworn Enemy – Maniacal (2008)
- Sworn Enemy – Total World Domination (2009)
- War of Ages – Arise & Conquer (2008)
- Underneath the Gun – Forfeit Misfortunes (2009)
- Destruction of a Rose – Suspended in Time (2009)
- Zao – Awake! (2009)
- Molotov Solution – There Will Be Violence (2009)
- Impending Doom – The Serpent Servant (2009)
- Impending Doom – There Will Be Violence (2010)
- Chelsea Grin – Desolation of Eden (2010)
- War of Ages – Eternal (2010)
- Carnifex – Until I Feel Nothing (2011)